# Peziza vacini
Peziza vacini är en svampart som först beskrevs av Josef Velenovský, och fick sitt nu gällande namn av Svrcek 1977. Peziza vacini ingår i släktet Peziza och familjen Pezizaceae.   Inga underarter finns listade i Catalogue of Life.